# Pałac w Pietrzykowie
Pałac w Pietrzykowie – zabytkowy pałac w Pietrzykowie – wsi w Polsce, w województwie dolnośląskim, w powiecie świdnickim, w gminie Dobromierz.

## Historia
Pałac wzniesiony w wyniku przebudowy wcześniejszej budowli z pierwszej połowy XVII w. o charakterze obronnym. Pozostałościami poprzedniego założenia jest fosa, groble, oraz trójprzęsłowy most nad fosą, prowadzący do głównego wejścia. 
Obiekt przebudowany w połowie XVIII w., w drugiej połowie XIX w. jest częścią zespołu pałacowego, w skład którego wchodzi jeszcze park.

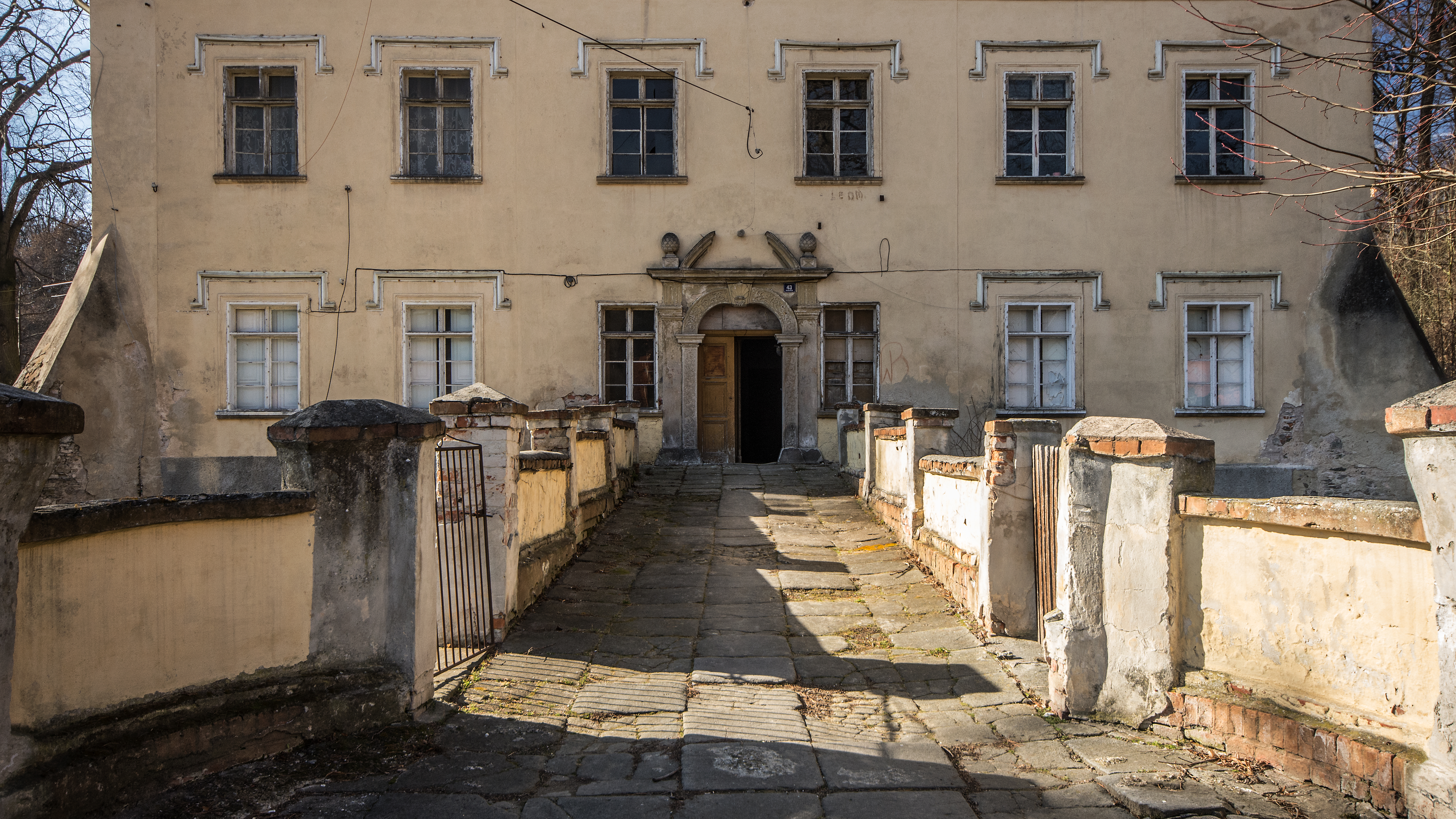
Most i portal
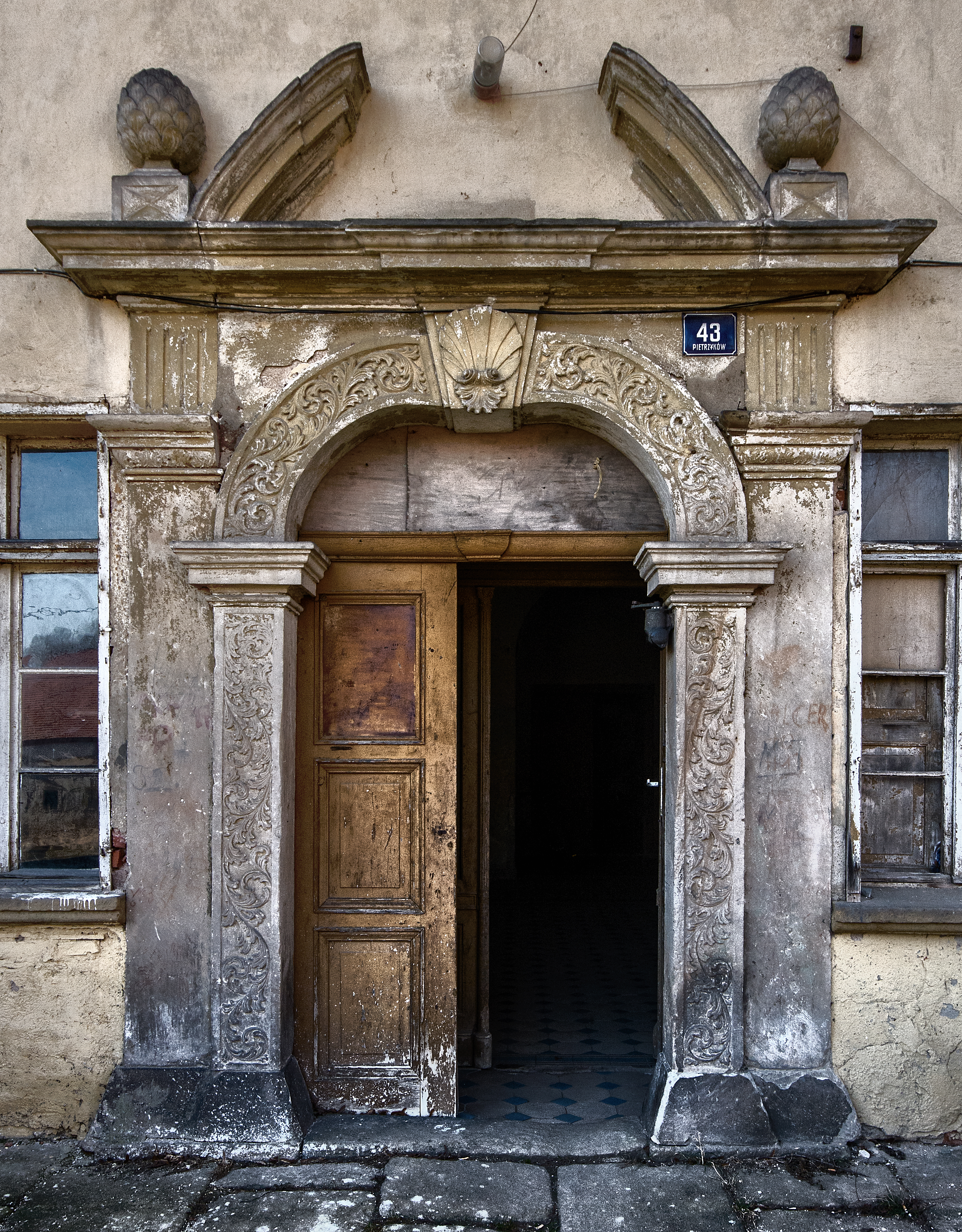
Portal